# Xiphocentron caenina
Xiphocentron caenina là một loài Trichoptera trong họ Xiphocentronidae. Chúng phân bố ở vùng Tân nhiệt đới.